# Гайнц-Гаральд Френтцен
Гайнц-Гаральд Френтцен (нім. Heinz-Harald Frentzen), (нар. 18 травня 1967) — німецький автогонщик, віце-чемпіон Формули-1 1997 року. Брав участь у перегонах Формули 3000 Японії (1992—1993), DTM (2004—2006), SpeedCar Series (2008—2009), 24 години Ле-Мана (1992, 2008) та 24 години Нюрбургрингу.

## Дитинство
Гайнц-Гаральд Френтцен народився 18 травня 1967 року в містечку Менхенґладбах у Західній Німеччині. Він був єдиним сином у родині власника ритуального бюро Генріха-Гаральда Френтцена  та його дружини Анджели, які мали також двох доньок — Сильвію та Соню. Батько Гайнца-Гаральда був німцем, мати — іспанкою. Зараз, маючи німецький паспорт, Френтцен каже, що в ньому достатньо і іспанської крові.
Коли хлопцеві виповнилося вісім, батьки розлучилися. Батько згодом одружився з мексиканкою Араселою. Мати невдовзі після розлучення повернулася до Іспанії.
У 13 років Френтцен почав цікавитися картингом і брати участь у змаганнях. В цьому його підтримував батько, який водночас очолював команду, був спонсором і головним механіком. 1981-го Гайнц-Гаральд Френтцен став чемпіоном Німеччини з картингу серед юніорів.
Тоді ж він вперше зустрівся на трасі з Міхаелем Шумахером. Френтцен-старший потім так згадував про це: «Шумахер був найкращим у Керпені, ніхто не міг його перемогти, але потім прийшов Гайнц-Гаральд і переміг. Міхаель посів друге місце — вперше». Але до 1983 року Шумахер виступав як гість, оскільки йому ще не було 14 років.
Френтцен у 1984-му став віце-чемпіоном з картингу у класі 100 CC.
Через два роки він перейшов до «дорослої» Формули Ford 2000.

## Кар'єра у молодших серіях
Гайнц-Гаральд Френтцен прийшов у дорослі серії автоперегонів, коли йому було 18. Перші два роки він виступав за команду Eifelland Racing-Albert Hamper. Вже на другий рік перебування в ній він виборов звання віце-чемпіона.
1988-го Френтцен перейшов до німецької Formula Opel Lotus. До себе в команду його запросив колишній пілот Формули-1 Йохен Масс. За Jochen Mass Junior Team Гайнц-Гаральд провів один сезон, який виявився дуже вдалим для всієї стайні. Френтцем став переможцем турніру, а його напарник Марко Вернер став бронзовим призером. До того ж Френтцен провів кілька гонок в євросерії EFDA Formula GM Lotus. На останніх двох етапах він випередив Міку Хяккінена, який став тоді чемпіоном. Сам німець був шостим із 56 балами.
У 1989-му Френтцен перейшов до німецької Формули-3. Виступаючи за команду JSK Baumanagement, Гайнц-Гаральд закінчив сезон другим, набравши однакову кількість балів із Міхаелем Шумахером. Обидва поступилися австрійцю Карлу Вендлінґеру, торішньому переможцю австрійської Формули-3. Того ж року Френтцен брав участь в одному з етапів британської Формули-3 за команду Watson's Hong Kong Team.
Сезон 1990-го Гайнц-Гаральд Френтцен провів у міжнародній Формулі-3000 у команді Едді Джордана. Напарником Гайнца-Гаральда став Едді Ірвайн. Як згодом казав сам Френтцен, значних досягнень там він не мав. За 10 проведених гонок він зміг набрати лише три залікові бали. Ірвайн на такому самому авто здобув третє місце в чемпіонаті. До відносних успіхів можна віднести те, що у остаточному заліку він таки був на кілька сходинок вище того самого Вендлінґера. Чемпіоном тоді став Ерік Кома. Його відразу запросили до Формули-1 у команду Ліжьє. Певною втіхою для Френтцена міг вважатися подіум в єдиній гонці, що він брав участь у чемпіонаті спортпрототипів за команду Петера Заубера.
1991 рік Гайнц-Гаральд провів у за команду Vortex. Здобувши всього п'ять очок і не маючи цікавих пропозицій на наступний сезон, німець у 1992-му брав участь у боротьбі за кубок Porsche Carrera та чемпіонаті спорткарів, допоки його не запросили до японської Формули-3000. Фолькер Вейдлер, що виступав за команду Team Nova, змушений був залишити спорт, потрапивши в аварію і маючи великі проблеми з вухами. Із Френтценом він виступав на чемпіонаті спорткарів, замість себе він запропонував босу саме його. Того року Гайнц-Гаральд провів за Team Nova три гонки, здобув один подіум і п'ять очок. Новачками того ж сезону були Роланд Ратценбергер та Том Крістенсен.
1993-го він продовжив своє перебування за океаном. Його напарником був Мауро Мартіні — торішній переможець японського чемпіонату. Гайнц-Гаральд 1993-го випередив його на один бал і мав у заліку один поул, один подіум і два найшвидші кола. Із 8 очками він посів дев'яте місце. У серпні Петер Заубер запросив його на випробування в Муджелло. Незабаром Френтцен підписав контракт на наступний рік із Sauber-Mercedes.

## Кар'єра у Формулі-1

### 1994
Перша гонка Гайнца-Гаральда Френтцена у Формулі-1 відбулася в Бразилії. У своїй першій кваліфікації він зміг пробитися на п'яту позицію. Його напарник і старий знайомий Карл Вендлінґер, для якого це був вже третій сезон, кваліфікувався сьомим. Перемогу в гонці здобув Міхаель Шумахер, Френтцен вилетів з траси на шістнадцятому колі. Наступна гонка пройшла для нього більш вдало. Гран-прі Тихого Океану проходив в Японії на трасі Танака Інтернешнл. Гайнц-Гаральд фінішував п'ятим з відставання на одне коло від переможця, набравши свої перші два очки. На кваліфікації наступного гоночного вікенду в Сан-Марино загинув його друг Роланд Ратценбергер. Вони товаришували ще з часів японської перегонів. Одного разу Ратценбергер, можливо, врятував Френтцену життя, коли вибив ніж із рук одного хлопця в токійському барі, що мав певний намір пустити його в дію проти Гайнца-Гаральда.
Після загибелі Айртона Сенни керівництво Вільямс шукало йому заміну в команді. Першим до кого звернулися був саме Гайнц-Гаральд Френтцен. Та німець відхилив цю пропозицію, не бажаючи підводити свою команду, і вирішив почекати до закінчення контракту у 1997 році.
У четвер на вільних заїздах перед Гран-прі Монако потрапив у важку аварію напарник Френтцена Карл Вендлінгер. Його вдалося врятувати великою мірою через своєчасне доправлення до шпиталю. Заубер зняв свою команду з гонки у повному складі. На гран-прі перший ряд було вирішено залишити вільним в знак пам'яті загиблих гонщиків у Сан-Марино.
В Іспанії Френтцен зійшов, проїхавши третину дистанції, через проблеми з коробкою передач. В Канаді напарником німця став Андреа де Чезаріс, який перейшов із Джордан. Для обох перегони закінчилися сходом.
У Франції їм пощастило більше: Френтцен став четвертим із трьома балами, Чезаріс — шостим із одним. За весь сезон результат в Маньї-Курі став найкращим для команди.
Гран-прі Великої Британії Гайнц-Гаральд закінчив з восьмим результатом, ставши сьомим після дискваліфікації Шумахера. Кубок за перемогу з рук леді Діани отримав Деймон Хілл, який вперше за історію гоночної династії Хіллів виграв домашнє гран-прі.
На Гран-прі Німеччини німець став однією з жертв небезпечної їзди Міки Хяккіненена на Макларені, який отримав через це дискваліфікацію на наступне гран-прі. Френтцен загруз на гравії ще на першому колі і гонка для нього скінчилася.
В Угорщині Гайнц-Гаральд зійшов після половини дистанції знов через проблеми з коробкою передач. В Бельгії його підвела піввісь. Гран-прі Італії і Португалії теж закінчилися сходами. В Італії, до речі, вже був присутній як гість Карл Вендлінґер, що видужував.
Лише в Хересі на Гран-прі Європи він зміг фінішувати. Кваліфікувавшись четвертим, Гайнц-Гаральд закінчив гонку шостим, набравши одне очко. В дощовому Гран-прі Японії гонщик повторив цей результат, перед цим пройшовши кваліфікацію третім.
Гран-прі Австралії приніс німцю сьоме місце. Проїхавши всі 80 кіл вуличної траси в Аделаїді, він фінішував після Ferrari 412T1B француза Алезі. Найджел Менселл виграв гонку, стартувавши з поулу.
За результатами 15 проведених гонок Гайнц-Гаральд Френтцен, набравши сім очок, став тринадцятим у загальному заліку.

### 1995
У сезоні 1995 року Sauber мав нового постачальника двигунів. Ще з минулого літа між ними та Mercedes-Benz виникали постійні суперечки. Врешті-решт Mercedes, щедро розрахувавшись з Заубером, став постачати двигуни McLaren, а Sauber у листопаді підписав контракт з компанією Ford, яка надала команді ексклюзивного права на використання двигуна Ford Zetec-R V8, з яким Міхаель Шумахер виграв титул того року. У лютому 1995 оголосили головного спонсора команди — ним стала зальцбурзька фірма з виробництва напоїв Red Bull. Її власник Дітрих Матешитц був акціонером Sauber. Повна назва команди тепер була Red Bull Sauber Ford. Напарником Френтцена знов став відновившийся після травми Карл Вендлінгер.
У першій гонці 1995 року, що проходила в Бразилії, обидва гонщики Sauber зійшли через проблеми з електрикою. Через два тижні в Аргентині Френтцен з відставанням на два кола від лідера став п'ятим. Карл Вендлінгер потрапив в завал в першому повороті, спричинений розворотом боліду Жана Алезі. Від початку нова модель боліду C14 не виправдовувала сподівань конструкторів. Вона була важкокерованою та мала недостатню притискну силу, а восьмициліндровому двигуну Ford явно не вистачало потужності. Не зважаючи на це Френтцен показав себе надзвичайно швидким пілотом.

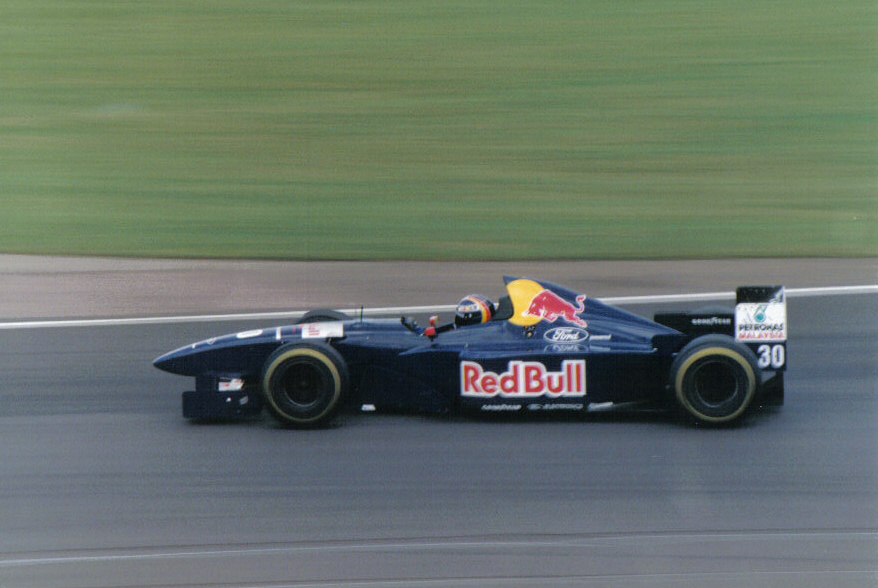
Френтцен на Sauber C14 у Великій Британії

До Гран-прі Сан-Марино болід значно вдосконалили. Передня частина стала ефективнішою з точки зору аеродинаміки.
У Сан-Марино німець знову набрав очки.
Іспанії став восьмим, з відставанням від лідера в одне коло. Ця гонка закінчилася тріумфом команди Бенеттон. Дублем вона була зобов'язана Міхаелю Шумахеру і Джонні Герберту.
На Гран-прі Монако команда Sauber замінила Карла Вендлінгера, який фінішував лише раз за чотири гонки, на чемпіона Формули-3000 і тест-пілота Williams Жана-Крістофа Буйона. Френтцен фінішував шостим, Буйон — восьмим.
Гран-прі Канади того року приніс єдину перемогу в кар'єрі французу Жану Алезі і перше срібло Рубенсу Баррікелло. Для пілотів Sauber гонка закінчилася ще до середини дистанції.
На французькому автодромі Маньї-Кур Френтцен став восьмим. Буйон зійшов через поламку коробки передач. У Великій Британії німець виборов одне очко. Наступні два він отримав, після сходу в Німеччині на Гран-прі Угорщини.
У Бельгії він трошки не дотягнув до подіуму, програвши дві секунди Мартіну Брандлу з Ліжьє. Та найуспішнішою для Заубер стала гонка в Монці, коли Гайнц-Гаральд став третім, а Жан-Крістоф Буйон — шостим.

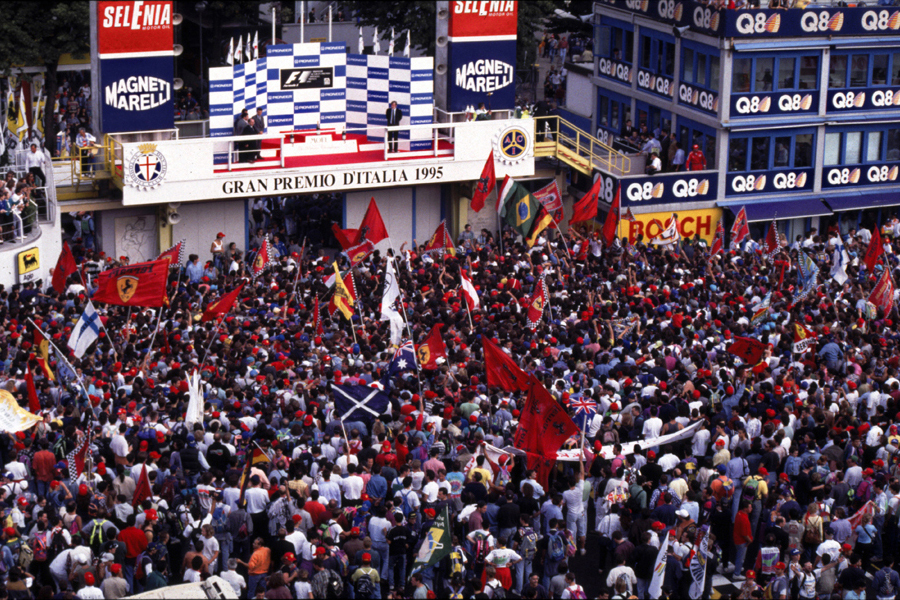
Святкування подіуму в Монці

Williams знов проявили цікавість щодо німця, але у вересні він подовжив контракт із Sauber ще на рік.
У Португалії, де здобув свою першу перемогу Девід Култхард, Френтцен виграв останнє очко в сезоні. На наступному гран-прі в Нюрнбургринзі він вилетів на 18-му колі. У Танаці на Гран-прі Тихого Океану був сьомим.
На Гран-прі Японії, що проходив 29 жовтня, до команди повернувся Карл Вендлінґер. Гонку він закінчив десятим, Френтцен — восьмим.
В Австралії Френтцен зміг пробитися на четверту позицію, стартувавши шостим. Після тридцяти дев'яти кіл він зійшов через проблеми з коробкою передач, запам'ятавшись телеглядачам всього світу не дуже пристойним жестом, який він зробив, нарешті обігнавши Марка Бланделла, який, відстаючи на коло, ніяк не хотів пропускати німця.
За результатами чемпіонату Гайнц-Гаральд Френтцен став дев'ятим. Команда по закінченні сезона набрала 18 очок і зайняла в Кубку Конструкторів сьоме місце.

## Повна таблиця результатів
Жирним шрифтом позначені етапи, на яких гонщик стартував з поулу.
Курсивом позначені етапи, на яких гонщик мав найшвидше коло.
| Рік  | Команда | 1        | 2        | 3        | 4        | 5        | 6        | 7        | 8        | 9        | 10       | 11       | 12       | 13       | 14       | 15       | 16       | 17       | 18 | 19 | Місце в чемпіонаті | Очки в чемпіонаті |
| ---- | ------- | -------- | -------- | -------- | -------- | -------- | -------- | -------- | -------- | -------- | -------- | -------- | -------- | -------- | -------- | -------- | -------- | -------- | -- | -- | ------------------ | ----------------- |
| 1994 | Заубер  | БРА Схід | ТИХ 5    | СМР 7    | МОН НС   | ІСП Схід | КАН Схід | ФРА 4    | ВЕЛ 7    | НІМ Схід | УГО Схід | БЕЛ Схід | ІТА Схід | ПОР Схід | ЄВР 6    | ЯПО 6    | АВС 7    |          |    |    | 13                 | 7                 |
| 1995 | Заубер  | БРА Схід | АРГ 5    | СМР 6    | ІСП 8    | МОН 6    | КАН Схід | ФРА 10   | ВЕЛ 6    | НІМ Схід | УГО 5    | БЕЛ 4    | ІТА 3    | ПОР 6    | ЄВР Схід | ТИХ 7    | ЯПО 8    | АВС Схід |    |    | 9                  | 15                |
| 1996 | Заубер  | АВС 8    | БРА Схід | АРГ Схід | ЄВР Схід | СМР Схід | МОН 4    | ІСП 4    | КАН Схід | ФРА Схід | ВЕЛ 8    | НІМ 8    | УГО Схід | БЕЛ Схід | ІТА Схід | ПОР 7    | ЯПО 6    |          |    |    | 12                 | 7                 |
| 1997 | Вільямс | АВС 8    | БРА 9    | АРГ Схід | СМР 1    | МОН Схід | ІСП 8    | КАН 4    | ФРА 2    | ВЕЛ Схід | НІМ Схід | УГО Схід | БЕЛ 3    | ІТА 3    | АВТ 3    | ЛКС 3    | ЯПО 2    | ЄВР 6    |    |    | 2                  | 42                |
| 1998 | Вільямс | АВС 3    | БРА 5    | АРГ 9    | СМР 5    | ІСП 8    | МОН Схід | КАН Схід | ФРА 15   | ВЕЛ Схід | АВТ Схід | НІМ 9    | УГО 5    | БЕЛ 4    | ІТА 7    | ЛКС 5    | ЯПО 5    |          |    |    | 7                  | 17                |
| 1999 | Джордан | АВС 2    | БРА 3    | СМР Схід | МОН 4    | ІСП Схід | КАН 11   | ФРА 1    | ВЕЛ 4    | АВТ 4    | НІМ 3    | УГО 4    | БЕЛ 3    | ІТА 1    | ЄВР Схід | МАЛ 6    | ЯПО 4    |          |    |    | 3                  | 54                |
| 2000 | Джордан | АВС Схід | БРА 3    | СМР Схід | ВЕЛ 17   | ІСП 6    | ЄВР Схід | МОН 10   | КАН Схід | ФРА 7    | АВТ Схід | НІИ Схід | УГО 6    | БЕЛ 6    | ІТА Схід | США 3    | ЯПО Схід | МАЛ Схід |    |    | 9                  | 11                |
| 2001 | Джордан | АВС 5    | МАЛ 4    | БРА 11   | СМР 6    | ІСП Схід | АВТ Схід | МОН Схід | КАН      | ЄВР Схід | ФРА 8    | ВЕЛ 7    | НІМ      |          |          |          |          |          |    |    | 13                 | 6                 |
| 2001 | Прост   |          |          |          |          |          |          |          |          |          |          |          |          | УГО Схід | БЕЛ 9    | ІТА Схід | США 10   | ЯПО 12   |    |    | 13                 | 6                 |
| 2002 | Феррарі | АВС ДСК  | МАЛ 11   | БРА Схід | СМР Схід | ІСП 6    | АВТ 11   | МОН 6    | КАН 13   | ЄВР 13   | ВЕЛ Схід | ФРА НКВ  | НІМ Схід | УГО      | БЕЛ      | ІТА      |          |          |    |    | 18                 | 2                 |
| 2002 | Ерроуз  |          |          |          |          |          |          |          |          |          |          |          |          |          |          |          | США 12   | ЯПО      |    |    | 18                 | 2                 |
| 2003 | Заубер  | АВС 6    | МАЛ 9    | БРА 5    | СМР 11   | ІСП Схід | АВТ НС   | МОН Схід | КАН Схід | ЄВР 9    | ФРА 12   | ВЕЛ 12   | ГЕР Схід | УГО Схід | ІТА 13   | США 3    | ЯПО Схід |          |    |    | 11                 | 13                |

## Результати в серії SpeedCar
| Рік       | Команда        | 1/1              | 1/2              | 2/1             | 2/2             | 3/1              | 3/2             | 4/1         | 4/2         | 5/1             | 5/2              | Місце | Очки |
| --------- | -------------- | ---------------- | ---------------- | --------------- | --------------- | ---------------- | --------------- | ----------- | ----------- | --------------- | ---------------- | ----- | ---- |
| 2008      | Phoenix Racing | Індонезія Сентул | Індонезія Сентул | Малайзія Сепанг | Малайзія Сепанг | Бахрейн Сахір 11 | Бахрейн Сахір 9 | ОАЕ Дубай   | ОАЕ Дубай   |                 |                  | 18    | 0    |
| 2008/2009 | Team Lavaggi   | ОАЕ Дубай 2      | ОАЕ Дубай Отм    | Бахрейн Сахір 2 | Бахрейн Сахір 4 | Катар Лусаіл НФ  | Катар Лусаіл 5  | ОАЕ Дубай 3 | ОАЕ Дубай 4 | Бахрейн Сахір 2 | Бахрейн Сахір 12 | 4     | 44   |

## Результати в серії24 години Ле Мана
| Рік      | Команда             | Співпілоти                          | Авто              | Клас | Кіл | Позиція | Поз. в класі |
| -------- | ------------------- | ----------------------------------- | ----------------- | ---- | --- | ------- | ------------ |
| 1992     | Euro Racing         | Charles Zwolsman, Sr. Shunji Kasuya | Lola T92/10-Judd  | C1   | 271 | 13th    | 6th          |
| 2008     | Aston Martin Racing | Andrea Piccini Karl Wendlinger      | Aston Martin DBR9 | GT1  | 339 | 16th    | 4th          |
| Sources: |                     |                                     |                   |      |     |         |              |